# グランド・ホテル (映画)
『グランド・ホテル』（Grand Hotel）は、1932年の映画のアメリカ合衆国のドラマ映画。メトロ・ゴールドウィン・メイヤー（MGM）製作。第5回アカデミー賞（1931年-1932年度）にてアカデミー賞最優秀作品賞を受賞、アカデミー賞で作品賞だけノミネートされ、作品賞だけ受賞した最初で最後の映画でもある。
MGMのオールスター・キャストとして作られたこの作品は、ヴィッキイ・バウムの小説から作られた舞台劇を基にして、ウィリアム・ドレイクがアメリカ的な舞台劇にアレンジしたものが土台になっている。さまざまな人物が1つの舞台に集いあい、それぞれの人生模様が同時進行で繰り広げられていくという、当時としては斬新なストーリー展開が大ヒットを呼び、第5回アカデミー賞の最優秀作品賞を受賞した。
本作品の大ヒットを受けて、同様の手法を用いた映画作品がホテル・空港・港から駅、災害や海難事故に至るまで、さまざまなモチーフを元に製作されるようになり、この形式は以後「グランド・ホテル形式」と呼ばれ、群像劇映画構成のひとつの典型となっている。

## ストーリー

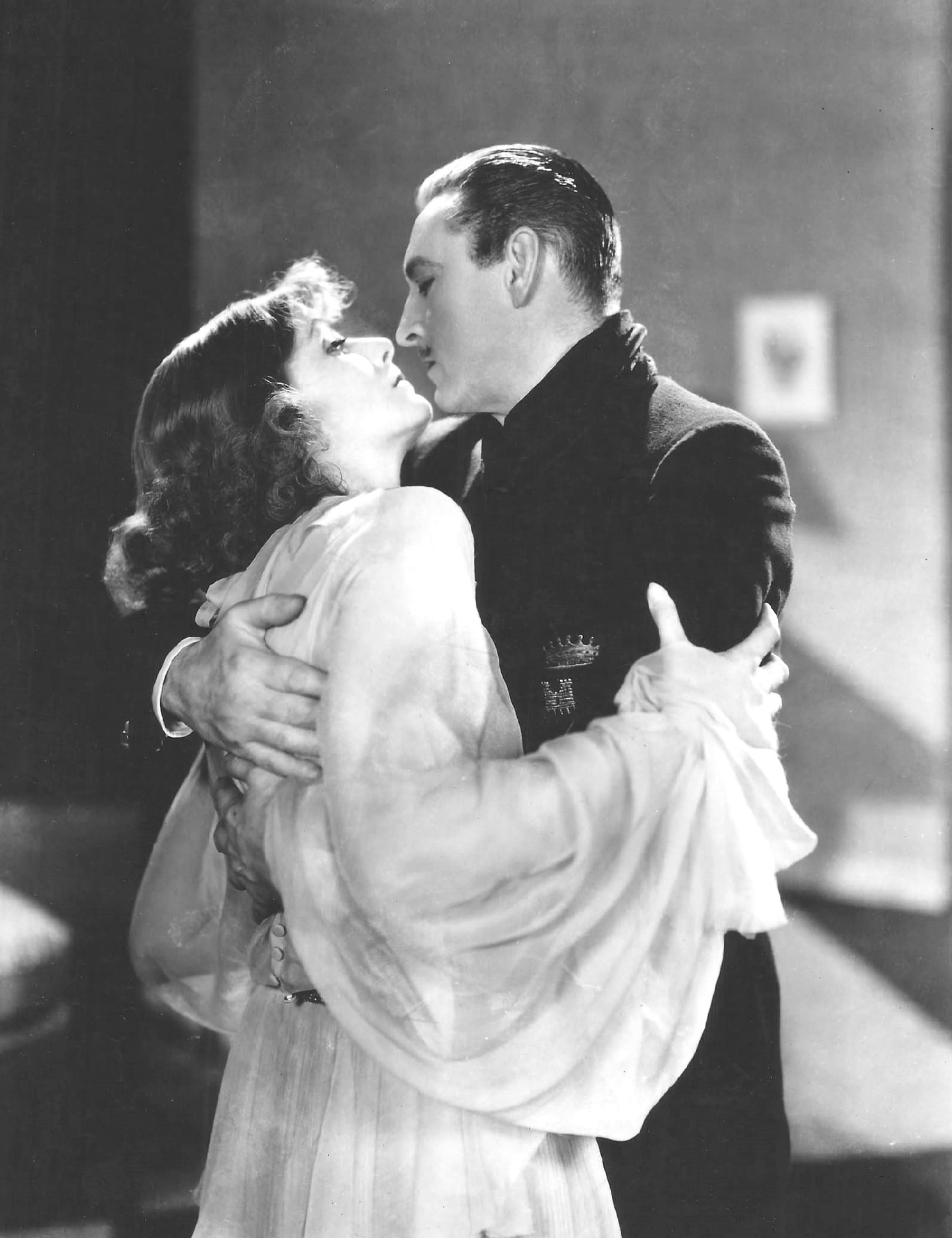
グレタ・ガルボとジョン・バリモア

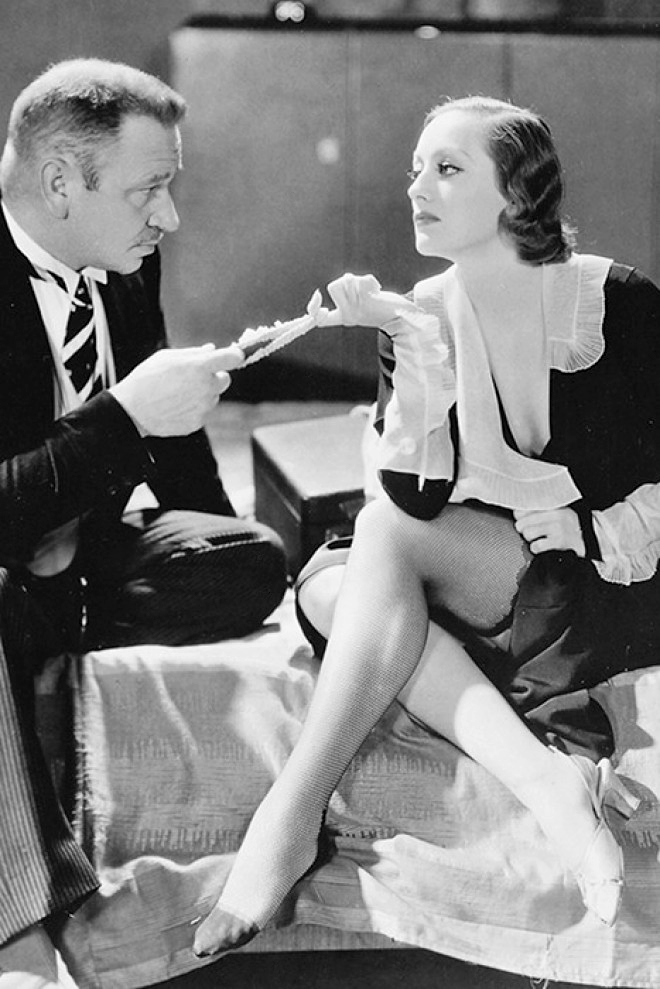
ウォレス・ビアリーとジョーン・クロフォード

場所はベルリンでも超一流の「グランド・ホテル」。バレリーナのグルシンスカヤ（グレタ・ガルボ）、大企業の社長プライジング（ウォレス・ビアリー）と彼に雇われたフレムヒェン（ジョーン・クロフォード）、フォン・ガイゲルン男爵（ジョン・バリモア）、プライシングの会社の経理係クリンゲライン（ライオネル・バリモア）といった客が様々に交錯する。
男爵はグルシンスカヤの宝石を盗もうと彼女の留守をねらうが、本気で彼女を愛してしまい宝石を盗めず、一緒に旅立とうと彼女に約束したものの、金がほしいのでプライジングの部屋に忍び込んだところを発見されて格闘の末に死んでしまう。一方フレムヒェンはクリンゲラインとお互いに新しい人生を生きようとパリに向かい、男爵の愛を得て生き生きと甦ったグルシンスカヤは彼との待ち合わせの駅へとさっそうたる足どりでホテルを出て行く。

## スタッフ
- 監督：エドマンド・グールディング
- 製作：アーヴィング・G・タルバーグ
- 原作：ヴィッキー・バウム
- 脚本：ウィリアム・A・ドレイク（英語版）
- 撮影：ウィリアム・H・ダニエルズ（英語版）

## キャスト
- グルシンスカヤ：グレタ・ガルボ
- ガイゲルン男爵：ジョン・バリモア
- フレムヒェン - 速記者：ジョーン・クロフォード
- プライジング：ウォーレス・ビアリー
- クリンゲライン：ライオネル・バリモア
- オッテルンシュラーク医師：ルイス・ストーン（英語版）
- ゼンフ - ポーター：ジーン・ハーショルト
- ポーター：レオ・ホワイト

## 日本語吹替
- パブリックドメインDVD版（発売元：マックスター、ミックエンターテイメント）
  - キャスト
    - グルシンスカヤ：水落幸子
    - ガイゲルン男爵：落合弘治
    - フレムヒェン：小林美穂
    - プライジング：村松康雄
    - クリンゲライン：高宮俊介

  - スタッフ
    - 翻訳：岡田まゆみ
    - 演出：椿淳
    - 調整：遠西勝三
    - 音響効果：恵比須弘和／赤澤勇二
    - 制作：ミックエンターテイメント

## エピソード
本作品は、ヴィッキイ・バウムが1929年に発表した小説『ホテルの人びと（Menschen im Hotel）』をバウム自ら戯曲化したものを原作にしており、実際にあった有名会社の実力者と速記者とのスキャンダルを元にしているが、バウム自身も、自らの作品のために2つのベルリンの有名ホテルで客室係として働いていた。
映画の撮影中、グレタ・ガルボとジョーン・クロフォードが同一シーンに出てくることはなかった。これは彼女たちがお互いに牽制しあったためであり、クロフォード自身はガルボの登場シーンが全て撮影された後に演技に入ったという。これはガルボが高い報酬だったので敬遠したためだという。そのため主要人物が一堂に会することはまったくなかった。
また、混雑したロビーの撮影シーンでは足音を同時録音しないように全員に靴の上から厚い靴下を履くようにした。当時の報道によると1日に毛糸の靴下200足が使われていたという。さらに、ガルボがリハーサルの時よりロマンチックになるようにセット全体を赤色系統にするように要望し、その通りに変更された。
キャスティングに関して言えば、ライオネル・バリモアがつとめた老人クリンゲライン役は当初バスター・キートンが選ばれていた。さらに、ガルボ自身は最初ジョン・ギルバートと演ずる予定だったが彼の人気が下降線になったので見送られたとされ、結局ガルボはジョン・バリモアと最初で最後の共演を果たすことになった。また、ガルボ自身も最初のキャスティングの段階で27歳ではプリマドンナとしては歳をとりすぎているとして役を断っていた。
なお、ガルボの台詞「私をほっといて（I want to be alone.）」はAFI（アメリカン・フィルム・インスティチュート）の米国映画名台詞ベスト100の第30位に入っている。